# Dalmannia pacifica
Dalmannia pacifica är en tvåvingeart som beskrevs av Banks 1916. Dalmannia pacifica ingår i släktet Dalmannia och familjen stekelflugor. Inga underarter finns listade i Catalogue of Life.